# Atua
La palabra atua, en muchas lenguas polinesias, hace referencia a dioses, aunque también puede designar a espíritus en general. La palabra existe en muchos idiomas de la Polinesia. En la mayoría de estos idiomas la palabra es atua; en mangareva es etua, en rapanui es ʻatua, en rotumano es ạtua, en hawaiano es akua, y en tongano es ʻotua.

## Curiosidades
Existe un juego de palabras en tahitiano: 
- Antes era te mau atua (los dioses), pero ahora es te atua mau (el dios verdadero).